# (4279) De Gasparis
(4279) De Gasparis es un asteroide que forma parte del cinturón de asteroides y fue descubierto por el equipo del Observatorio Astronómico de San Vittore el 19 de noviembre de 1982 desde el observatorio homónimo de Bolonia, Italia.

## Designación y nombre
De Gasparis fue designado inicialmente como 1982 WB.
Más adelante, en 1990, se nombró en honor del astrónomo italiano Annibale de Gasparis (1819-1892).

## Características orbitales
De Gasparis está situado a una distancia media de 2,365 ua del Sol, pudiendo acercarse hasta 1,875 ua y alejarse hasta 2,855 ua. Su inclinación orbital es 4,277 grados y la excentricidad 0,2072. Emplea en completar una órbita alrededor del Sol 1328 días.

## Características físicas
La magnitud absoluta de De Gasparis es 14,4.